# Bruno Mesa
Bruno Mesa (Santa Cruz de Tenerife, 1975) es un escritor español. 
Ha publicado los libros de poesía, El laboratorio (Premio Internacional de Poesía Fundación Loewe a la Joven Creación), Nadie, El libro de Fabio Montes,  Testigos de cargo
y Las raíces del vuelo,  los libros de relatos Ulat y otras ficciones (2007), que incluye un texto ganador del Premio Internacional de Relato Breve Julio Cortázar, y Literatura fantasma (2022), además de la novela El hombre encuadernado, el libro de ensayos Argumentos en busca de autor 
y el cuaderno de viaje No guardes nada en tus bolsillos.
Ha traducido poemas de Giorgio Vigolo, Camillo Sbarbaro, Paolo Febbraro y Eugenio Montale. 
Es colaborador habitual de la revista Clarín, y ha ejercido la crítica literaria en diferentes revistas y suplementos culturales españoles.
En 2011 obtuvo la beca de creación y crítica literaria de la Academia de España en Roma

## Obra
- El laboratorio. Poesía, ed. Visor, 2000.
- Nadie. Poesía, ed. Visor, 2002.
- Ulat y otras ficciones. Relatos, ed. Idea, 2007.
- Argumentos en busca de autor. Ensayo, ed. La Caja Literaria, 2009.
- El hombre encuadernado. Novela, ed. Paréntesis, 2009.
- El libro de Fabio Montes. Poesía, ed. La Palma, 2010.
- Testigos de cargo. Poesía, ed. Pre-textos, 2015.
- No guardes nada en tus bolsillos. Diario, ed. Impronta 2015.
- Planes de fuga. Aforismos, ed. Pampalino 2021.
- Literatura fantasma. Relatos., ed. La Palma, 2022.
- Las raíces del vuelo. Poesía, ed. Pre-textos, 2023.

## Reconocimientos
- Premio Internacional de Poesía Fundación Loewe a la Joven Creación 1999.
- Premio Internacional Julio Cortázar de Relato Breve 2004.